# Lasitsa
Lasitsa (ryska: Ласица) är ett vattendrag i Belarus.   Det ligger i voblasten Vitsebsks voblast, i den norra delen av landet, 150 km norr om huvudstaden Minsk.
Omgivningarna runt Lasitsa är en mosaik av jordbruksmark och naturlig växtlighet. Runt Lasitsa är det ganska glesbefolkat, med 22 invånare per kvadratkilometer.